# Sindaci di Celenza sul Trigno
Di seguito l'elenco cronologico dei sindaci di Celenza sul Trigno e delle altre figure apicali equivalenti che si sono succedute nel corso della storia.

## Regno di Napoli (1804-1816)
| Tommaso De Aloysio                   | 1804        | 1806        |
| Michelangelo Cieri                   | 1806        | 1808        |
| Nicomede Silla                       | 1808        | 1810        |
| Francesco Cieri                      | 1810        | aprile 1810 |
| Nazario D'Onofrio (facente funzioni) | aprile 1810 | 1810        |
| Giuseppe De Lippis                   | 1810        | maggio 1811 |
| Pasquale Aquilano                    | maggio 1811 | 1812        |
| Giuseppe Cocci                       | 1812        | 1812        |
| Romualdo Angelucci                   | 1812        | 1813        |
| Francesco Felice (facente funzioni)  | 1813        | 1814        |
| Corradino Cieri                      | 1814        | 1816        |

## Regno delle Due Sicilie (1816-1861)
| Romualdo Angelucci                       | 1816 | 1819 |
| Giuseppe Cocci                           | 1819 | 1820 |
| Tommaso De Aloysio                       | 1820 | 1822 |
| Francesco Felice                         | 1822 | 1825 |
| Isidoro Cocci                            | 1825 | 1826 |
| Francesco Aquilano                       | 1826 | 1827 |
| Adamo Cieri                              | 1827 | 1830 |
| Giustino Ciccorelli                      | 1830 | 1832 |
| Tommaso De Aloysio                       | 1832 | 1834 |
| Salvatore De Lippis                      | 1834 | 1837 |
| Nicola De Lippis                         | 1837 | 1840 |
| Raffaele Quinzii                         | 1840 | 1843 |
| Gaetano Angelucci                        | 1843 | 1846 |
| Angelo Michele Cieri                     | 1846 | 1849 |
| Michelangelo Silla (facente funzioni)    | 1849 | 1850 |
| Francesco De Lippis                      | 1850 | 1852 |
| Raffele Quinzii                          | 1852 | 1856 |
| Domenicantonio Felice (facente funzioni) | 1856 | 1857 |
| Carlo Vespasiano                         | 1857 | 1858 |
| Donato De Aloysio                        | 1858 | 1861 |

## Regno d'Italia (1861-1946)
| Sindaci nominati dal governo (1861-1889)                   | Sindaci nominati dal governo (1861-1889) | Sindaci nominati dal governo (1861-1889) | Sindaci nominati dal governo (1861-1889) | Sindaci nominati dal governo (1861-1889) |
| Nominativo                                                 | Partito                                  | Partito                                  | Mandato                                  | Mandato                                  |
| Nominativo                                                 | Partito                                  | Partito                                  | Inizio                                   | Fine                                     |
| ---------------------------------------------------------- | ---------------------------------------- | ---------------------------------------- | ---------------------------------------- | ---------------------------------------- |
| Domenico Aquilano                                          | –                                        | –                                        | 1861                                     | 1864                                     |
| Francesco Del Monaco                                       | –                                        | –                                        | 1864                                     | luglio 1867                              |
| Domenicantonio Villamagna (facente funzioni)               | –                                        | –                                        | luglio 1867                              | 1868                                     |
| Domenicantonio Villamagna                                  | –                                        | –                                        | 1868                                     | 1877                                     |
| Giuseppe Pizzi (facente funzioni)                          | –                                        | –                                        | 1877                                     | 1877                                     |
| Corradino Cieri                                            | –                                        | –                                        | 1877                                     | 1883                                     |
| Gennaro Quinzii (facente funzioni)                         | –                                        | –                                        | 1883                                     | 1884                                     |
| Salvatore Silla (facente funzioni)                         | –                                        | –                                        | 1884                                     | 1885                                     |
| Salvatore Silla                                            | –                                        | –                                        | 1885                                     | 1889                                     |
| Sindaci eletti dal Consiglio comunale (1889-1926)          |                                          |                                          |                                          |                                          |
| Nominativo                                                 | Partito                                  | Partito                                  | Mandato                                  | Mandato                                  |
| Nominativo                                                 | Partito                                  | Partito                                  | Inizio                                   | Fine                                     |
| Salvatore Silla                                            | –                                        | –                                        | 1889                                     | 1897                                     |
| Giuseppe Cieri                                             | –                                        | –                                        | 1897                                     | 1898                                     |
| Luigi Balsamo (Regio commissario)                          | –                                        | –                                        | 1898                                     | 1899                                     |
| Giuseppe Cieri                                             | –                                        | –                                        | 1899                                     | 1900                                     |
| Gennaro Quinzii                                            | –                                        | –                                        | 1900                                     | 1902                                     |
| Giuseppe De Aloysio                                        | –                                        | –                                        | 1902                                     | 1905                                     |
| Giuseppe Quinzii                                           | –                                        | –                                        | 1905                                     | 1914                                     |
| Adolfo De Aloysio                                          | –                                        | –                                        | 1914                                     | 1919                                     |
| Vincenzo Calori (facente funzioni)                         | –                                        | –                                        | 1919                                     | 1920                                     |
| Nicola Cieri                                               | –                                        | –                                        | 1920                                     | 1926                                     |
| Podestà nominati dal governo (1926-1944)                   |                                          |                                          |                                          |                                          |
| Nominativo                                                 | Partito                                  | Partito                                  | Mandato                                  | Mandato                                  |
| Nominativo                                                 | Partito                                  | Partito                                  | Inizio                                   | Fine                                     |
| Giuseppe Maria De Aloysio                                  |                                          | Partito Nazionale Fascista               | 1926                                     | giugno 1935                              |
| Mario Tino (Commissario prefettizio)                       | –                                        | –                                        | giugno 1935                              | agosto 1935                              |
| Giuseppe Franceschelli (Commissario prefettizio)           | –                                        | –                                        | agosto 1935                              | settembre 1935                           |
| Achille Cieri (Commissario prefettizio)                    | –                                        | –                                        | settembre 1935                           | 1935                                     |
| Giuseppe Franceschelli (Commissario prefettizio)           | –                                        | –                                        | 1935                                     | febbraio 1936                            |
| Nicola Cieri (Commissario prefettizio)                     | –                                        | –                                        | febbraio 1936                            | novembre 1936                            |
| Giuseppe Franceschelli (Commissario prefettizio)           | –                                        | –                                        | novembre 1936                            | 1938                                     |
| Nicola Aquilano (Commissario prefettizio)                  | –                                        | –                                        | 1938                                     | 1939                                     |
| Italo Quinzii                                              |                                          | Partito Nazionale Fascista               | 1939                                     | 1940                                     |
| Nicola Castelli (Commissario prefettizio)                  | –                                        | –                                        | 1940                                     | 1941                                     |
| Achille Cieri (Commissario prefettizio)                    | –                                        | –                                        | 1941                                     | 1942                                     |
| Alfredo Minniti (Commissario prefettizio)                  | –                                        | –                                        | 1942                                     | 1944                                     |
| Sindaci del periodo costituzionale transitorio (1944-1946) |                                          |                                          |                                          |                                          |
| Nominativo                                                 | Partito                                  | Partito                                  | Mandato                                  | Mandato                                  |
| Nominativo                                                 | Partito                                  | Partito                                  | Inizio                                   | Fine                                     |
| Italo Quinzii                                              |                                          | Lista civica di centro L'Aratro          | 1944                                     | 1946                                     |

## Repubblica Italiana (dal 1946)
| Sindaci eletti dal Consiglio comunale (1946-1995)    | Sindaci eletti dal Consiglio comunale (1946-1995) | Sindaci eletti dal Consiglio comunale (1946-1995) | Sindaci eletti dal Consiglio comunale (1946-1995) | Sindaci eletti dal Consiglio comunale (1946-1995) | Sindaci eletti dal Consiglio comunale (1946-1995) |
| Nominativo                                           | Partito                                           | Partito                                           | Mandato                                           | Mandato                                           | Elezione                                          |
| Nominativo                                           | Partito                                           | Partito                                           | Inizio                                            | Fine                                              | Elezione                                          |
| ---------------------------------------------------- | ------------------------------------------------- | ------------------------------------------------- | ------------------------------------------------- | ------------------------------------------------- | ------------------------------------------------- |
| Vincenzo Di Pardo                                    |                                                   | Lista civica di centro L'Aratro                   | 1946                                              | 1948                                              | Elezione 1946                                     |
| Lucio Quintino Desiata                               |                                                   | Lista civica di centro L'Aratro                   | 1948                                              | 1949                                              | Elezione 1946                                     |
| Elio De Aloysio                                      |                                                   | Lista civica di centro L'Aratro                   | 1949                                              | 1950                                              | Elezione 1946                                     |
| Elio De Aloysio                                      |                                                   | Democrazia Cristiana                              | 1950                                              | 1955                                              | Elezione 1950                                     |
| Elio De Aloysio                                      | 1955                                              | Democrazia Cristiana                              | 1960                                              | Elezione 1955                                     |                                                   |
| Luigi Quinzii                                        |                                                   | Democrazia Cristiana                              | 1960                                              | 1965                                              | Elezione 1960                                     |
| Armando Felice                                       |                                                   | Lista civica di centro-sinistra Torre Civica      | 1965                                              | 1970                                              | Elezione 1965                                     |
| Pietro Tamburro                                      |                                                   | Democrazia Cristiana                              | 1970                                              | 1973                                              | Elezione 1970                                     |
| Remo Donato Cieri                                    |                                                   | Democrazia Cristiana                              | 1973                                              | 1975                                              | Elezione 1970                                     |
| Remo Donato Cieri                                    | 1975                                              | Democrazia Cristiana                              | 1980                                              | Elezione 1975                                     |                                                   |
| Remo Donato Cieri                                    | 1980                                              | Democrazia Cristiana                              | 1983                                              | Elezione 1980                                     |                                                   |
| Giuseppe Aquilano (facente funzioni)                 |                                                   | Democrazia Cristiana                              | 1983                                              | 1983                                              |                                                   |
| Firmino Spalletta                                    |                                                   | Democrazia Cristiana                              | 1983                                              | Elezione 1980                                     | 2 luglio 1985                                     |
| Firmino Spalletta                                    | 2 luglio 1985                                     | Democrazia Cristiana                              | 25 giugno 1990                                    | Elezione 1985                                     |                                                   |
| Firmino Spalletta                                    | 25 giugno 1990                                    | Democrazia Cristiana                              | 24 aprile 1995                                    | Elezione 1990                                     |                                                   |
| Sindaci eletti direttamente dai cittadini (dal 1995) |                                                   |                                                   |                                                   |                                                   |                                                   |
| Nominativo                                           | Lista                                             | Lista                                             | Mandato                                           | Mandato                                           | Elezione                                          |
| Nominativo                                           | Lista                                             | Lista                                             | Inizio                                            | Fine                                              | Elezione                                          |
| Domenicangelo Litterio                               |                                                   | Lista civica di centro Per Celenza                | 24 aprile 1995                                    | 22 agosto 1997                                    | Elezione 1995                                     |
| Giovanni Incurvati (Commissario prefettizio)         | –                                                 | –                                                 | 22 agosto 1997                                    | 9 settembre 1997                                  | –                                                 |
| Giovanni Incurvati (Commissario straordinario)       | –                                                 | –                                                 | 9 settembre 1997                                  | 17 novembre 1997                                  | –                                                 |
| Rodrigo Cieri                                        |                                                   | L'Ulivo                                           | 17 novembre 1997                                  | 28 maggio 2002                                    | Elezione 1997                                     |
| Rodrigo Cieri                                        | 28 maggio 2002                                    | L'Ulivo                                           | 29 maggio 2007                                    | Elezione 2002                                     |                                                   |
| Andrea Venosini                                      |                                                   | Lista civica di centro-destra Insieme per Celenza | 29 maggio 2007                                    | 7 maggio 2012                                     | Elezione 2007                                     |
| Andrea Venosini                                      | 7 maggio 2012                                     | Lista civica di centro-destra Insieme per Celenza | 20 gennaio 2016                                   | Elezione 2012                                     |                                                   |
| Luciano Conti (Commissario prefettizio)              | –                                                 | –                                                 | 20 gennaio 2016                                   | 4 febbraio 2016                                   | –                                                 |
| Luciano Conti (Commissario straordinario)            | –                                                 | –                                                 | 4 febbraio 2016                                   | 5 giugno 2016                                     | –                                                 |
| Walter Di Laudo                                      |                                                   | Lista civica di centro-sinistra Uniti si rinasce  | 5 giugno 2016                                     | 4 ottobre 2021                                    | Elezione 2016                                     |
| Walter Di Laudo                                      | 4 ottobre 2021                                    | Lista civica di centro-sinistra Uniti si rinasce  | in carica                                         | Elezione 2021                                     |                                                   |